# Reciful Tubbataha
Parcul Natural Tubbataha, cunoscut și sub numele de Parcul Natural al Recifelor Tubbataha (în filipino: Bahurang Tubbataha), este o zonă protejată a Filipinelor situată în mijlocul Mării Sulu. Sanctuarul de viață marină și păsări este format din doi atoli uriași (numiți Atolul de Nord și Atolul de Sud) și reciful mai mic Jessie Beazley, acoperind o suprafață totală de 97.030 hectare. Este situat la 150 de kilometri sud-est de Puerto Princesa City, capitala provinciei Palawan. Insulele nelocuite și recifele fac parte din municipalitatea insulară din Cagayancillo, Palawan, situată la aproximativ 130 de kilometri spre nord-estul recifului.
În decembrie 1993, UNESCO a declarat Parcul Național al Recifelor Tubbataha drept patrimoniu mondial ca un exemplu unic de recif de atoli cu o densitate foarte mare de specii marine. Insula de Nord servește ca loc de cuibărit pentru păsări și țestoase marine. Situl este un exemplu excelent de recif de corali virgin, cu un spectaculos perete perpendicular de 100 m, lagune extinse și două insule de corali. În 1999, Ramsar a declarat Tubbataha drept zonă umedă de importanță internațională. În 2008, reciful a fost nominalizat la Șapte noi minuni ale naturii.
Parcul național și restul arhipelagului filipinez fac parte din Triunghiul Coralului, recunoscut ca centru al biodiversității marine și conținând 75% din speciile de corali descrise și 40% din peștele de recif din lume. Zona este sub o amenințare gravă din cauza practicilor de pescuit excesive și distructive. Cercetările oamenilor de știință care au vizitat recifurile încă din anii 1980 au relevat faptul că Parcul Natural al Recifelor Tubbataha conține nu mai puțin de 600 de specii de pești, 360 de specii de corali, 11 specii de rechini, 13 specii de delfini și balene și 100 de specii de păsări. Recifele servesc, de asemenea, ca loc de cuibărit pentru țestoase verzi și careți.

## Geografie
Parcul natural este situat aproape de mijlocul Mării Sulu, la 150 de kilometri sud-est de Puerto Princesa City, Palawan, și are o suprafață totală de 97.030 de hectare.

### Reciful Jessie Beazley
Reciful mai mic Jessie Beazley este situat la aproximativ 20 de kilometri nord de cei doi atoli.

## Geologie
Reciful Tubbataha este situat pe creasta Cagayan, formată din rămășițele unor vulcani subacvatici dispăruți. Fiind o structură autentică de atoli, se crede că atolii din Tubbataha s-au format în urmă cu mii de ani sub formă de recife și insule vulcanice. Această ipoteză se bazează pe teoria lui Charles Darwin conform căreia atolii se formează atunci când un vulcan erupe și ulterior se naște o insulă. Când vulcanii s-au stins și insulele au dispărut, au rămas doar coralii, care cresc spre lumină. Coralii foarte mari văzuți astăzi în jurul lagunelor sunt inițial recifurile franjurate.

## Istoric

### Etimologie
Cuvântul tubbataha este o combinație a două cuvinte din limba Sama-Bajau, tubba și taha, care înseamnă „un recif lung expus la reflux”. Istoric, popoarele Sama-Bajau, care au un stil de viață nomad, vizitează reciful din când în când, deși vizitatori mai frecvenți ai recifului sunt oamenii din insulele Cagayancillo. Aceștia foloseau barca nativă banka pentru a naviga și a pescui pe „Gusong”, numele local pentru Tubbataha.

### Protejare

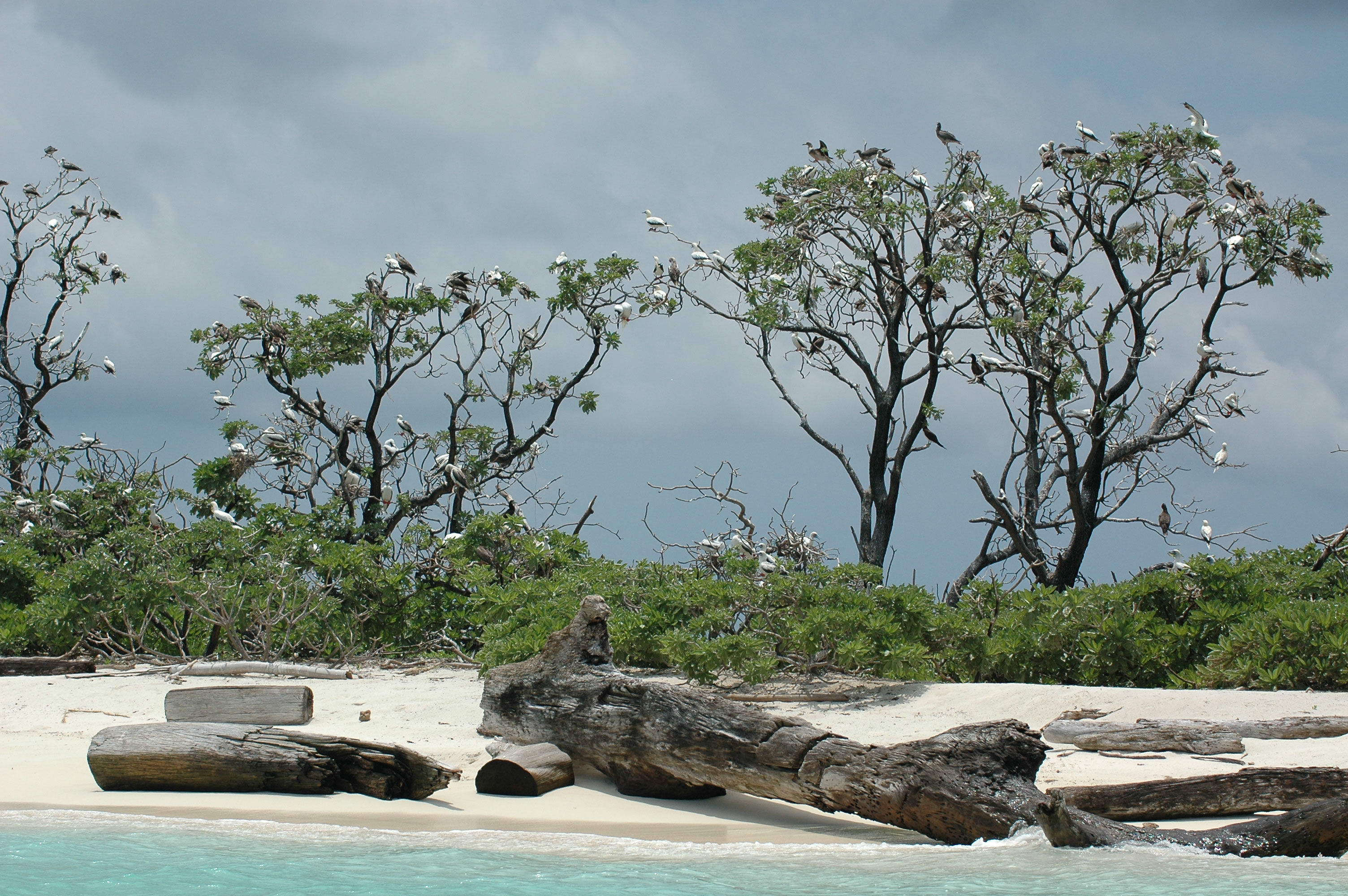
Parcul Natural Tubbataha: lemne, palmieri și păsări

Izolarea Tubbataha, situată în mijlocul Mării Sulu, departe de locuitorii celor mai apropiate insule populate, a dus la protejarea resurselor marine de exploatarea excesivă de-a lungul anilor. Cele două insule din Tubbataha nu au nicio sursă de apă dulce, împiedicând astfel stabilirea definitivă a oamenilor.
În anii 1980, numărul de pescari care pescuiau în Tubbataha a crescut, mai ales odată cu apariția bărcilor bangka motorizate, în locul celor tradiționale cu vele. Numărul peștilor a scăzut în alte bazine de pescuit din cauza pescuitului excesiv și, ca urmare, Tubbataha a devenit o destinație de pescuit datorită abundenței. Mulți pescari foloseau tehnici de pescuit distructive, precum pescuitul cu cianură și dinamită, pentru a-și maximiza capturile.
Scufundătorii și ecologiștii au făcut campanie pentru a transforma recifele într-un parc marin național. Cu aprobarea Guvernului Provincial al Palawan, pe 11 august 1988, președintele Corazon Aquino a semnat Proclamația nr. 306 instituind cele două recife Tubbataha ca parc național național cu o suprafață de 332 de kilometri pătrați. Aceasta a fost prima dată când Filipinele au declarat o zonă marină ca parc național.
În primii ani de aplicare a legii de către grupul de lucru prezidențial, paznicii erau adăpostiți într-un simplu cort de pânză. În 1996 a fost construită o structură de lemn, dar nisipul mișcător a făcut ca fundațiile sale să fie instabile. În prezent, paznicii parcului marin sunt adăpostiți într-o structură de beton armat cu poliestiren în capătul sudic al Atolului de Nord.
Parcul Național Marin a fost extins în 2006 pentru a include reciful Jessie Beazley. Președintele Gloria Macapagal Arroyo a semnat Proclamația nr. 1126 pe 23 august, ceea ce a dus la mărirea granițelor parcului de trei ori, până la 970,30 kilometri pătrați. Parcul național a fost de asemenea reclasificat ca parc natural. Este păzit non-stop de gardieni înarmați.
În 2013, în cadrul celei de-a 25-a aniversări a declarației ca parc național a recifului Tubbataha, World Wide Fund for Nature a anunțat că intenționează să construiască o stație de pază modernizată într-un alt loc, pentru a eficientiza monitorizarea activităților ilegale de braconaj. Proiectul menționat ar costa 50 milioane PHP.

### Recunoaștere
Reciful, aflat sub conducerea Departamentului Apărării Naționale (DND) din Filipine, a fost declarat drept loc al Patrimoniului Mondial de Organizația Națiunilor Unite pentru Educație, Știință și Cultură (UNESCO) în decembrie 1993. Acesta este sub supravegherea tehnică a Consiliului Palawan pentru Dezvoltare Durabilă (PCSD) și a Departamentului de Mediu și Resurse Naturale (DENR).
În 1999, Ramsar catalogat Tubbataha drept zonă umedă de importanță internațională datorită varietății speciilor sale de viață marină și a rolului valoros ca habitat pentru diferite animale.
Parcul Natural al Recifului Tubbataha a fost nominalizat de New7Wonders Foundation în Șapte noi minuni ale naturii în 2007, dar a pierdut.
În noiembrie 2015, Tubbataha a fost declarat de Centrul pentru Biodiversitate al ASEAN ca al 35-lea parc de patrimoniu ASEAN.
Pe 25 iulie 2017, reciful Tubbataha a fost desemnat de către Organizația Maritimă Internațională ca zonă marină deosebit de sensibilă (PSSA) și „zonă de evitat”.

## Administrare

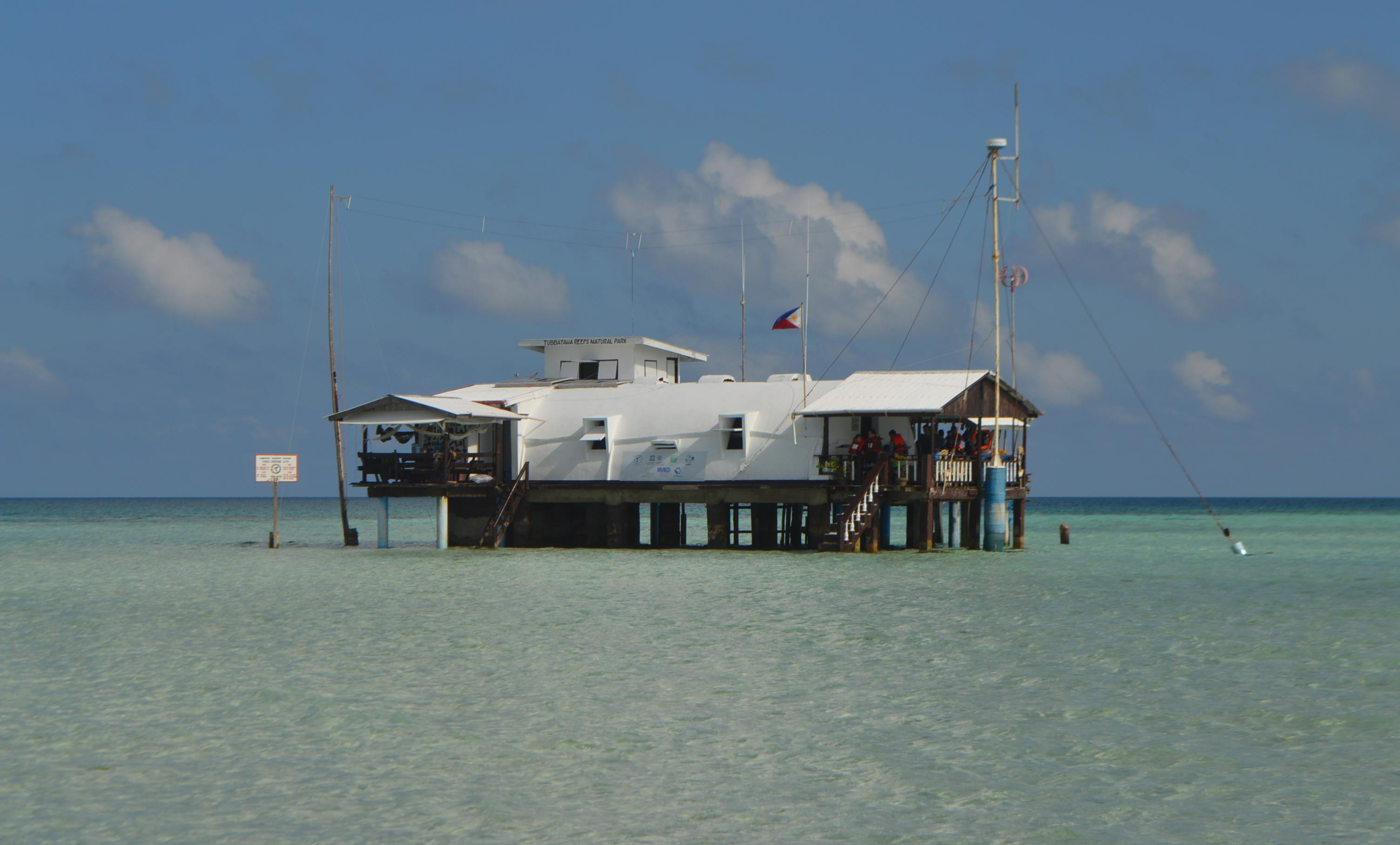
O stație de pază în mijlocul Mării Sulu

Deși din punct de vedere geografic recifele fac parte din municipalitatea insulară Cagayancillo, Palawan, situată la aproximativ 130 de kilometri la nord-est, parcul este administrat de Tubbataha Management Office (TMO) din Puerto Princesa. Insulele sunt nelocuite, cu excepția celor 10-12 paznici care locuiesc într-o bază la vârful cel mai sudic al Atolului de Nord. Echipa mixtă conține angajați ai Marinei Filipinelor, Gardei de Coastă, Municipiului Cagayancillo și TMO. Staționați în schimburi de câte două luni, ei protejează parcul împotriva activităților ilegale, care includ pescuitul și colectarea altor vieți marine.

## Ecologie
Peste 1.000 de specii de viețuitoare marine trăiesc în recif, multe dintre ele fiind considerate pe cale de dispariție. Speciile de animale găsite includ diavolul de mare, peștele leu, broaște țestoase, pești clovn și rechini. Tubbataha a devenit un loc popular pentru scafandrii sportivi experimentați, datorită „zidurilor” sale de coral, unde reciful de coral superficial se termină brusc, fiind înlocuit de adâncimi mari. Aceste „ziduri” sunt, de asemenea, habitate pentru multe colonii de pești. În sanctuar trăiesc rechini-ciocan, baracude, diavoli de mare, pești papagal și murene. Au fost observați și rechini balenă și rechini tigru. Tubbataha este vizitat și de cetacee și țestoase marine (Eretmochelys imbricata), care sunt amenințate critic. Fiind patrimoniu mondial UNESCO, toate organismele vii sunt protejate.

Coralii viu colorați acoperă mai mult de două treimi din zonă, iar apele din jurul recifului oferă refugiu numeroaselor vietăți marine. Ecosistemul aparent divers al acestui sanctuar rivalizează cu Marea Barieră de Corali - având 350 de specii de corali și 500 de specii de pești. În iunie 2009, a fost observat un focar de coroane de spini, care pot afecta funcționarea ecologică a acestui recif de corali relativ curat. 

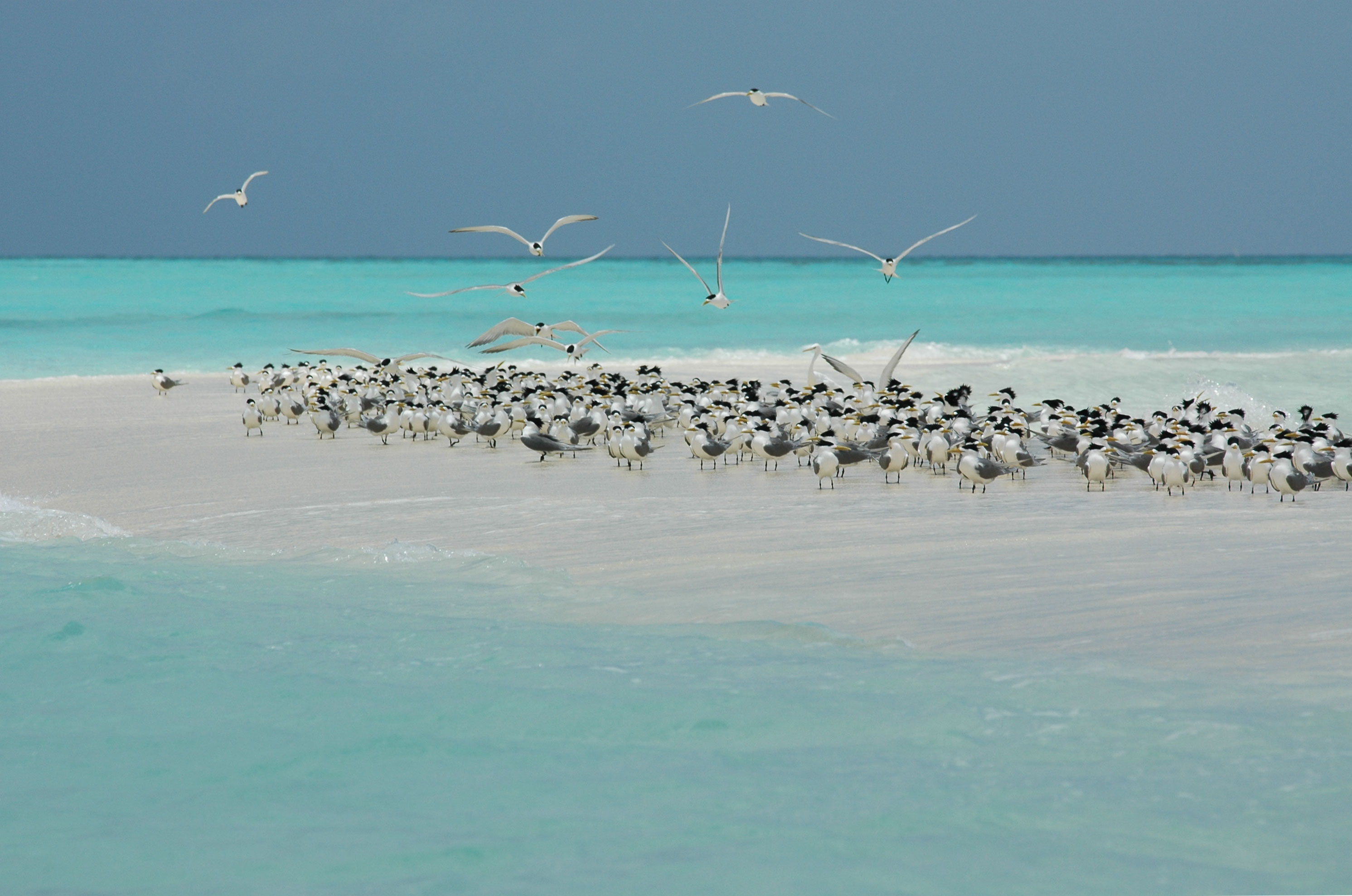
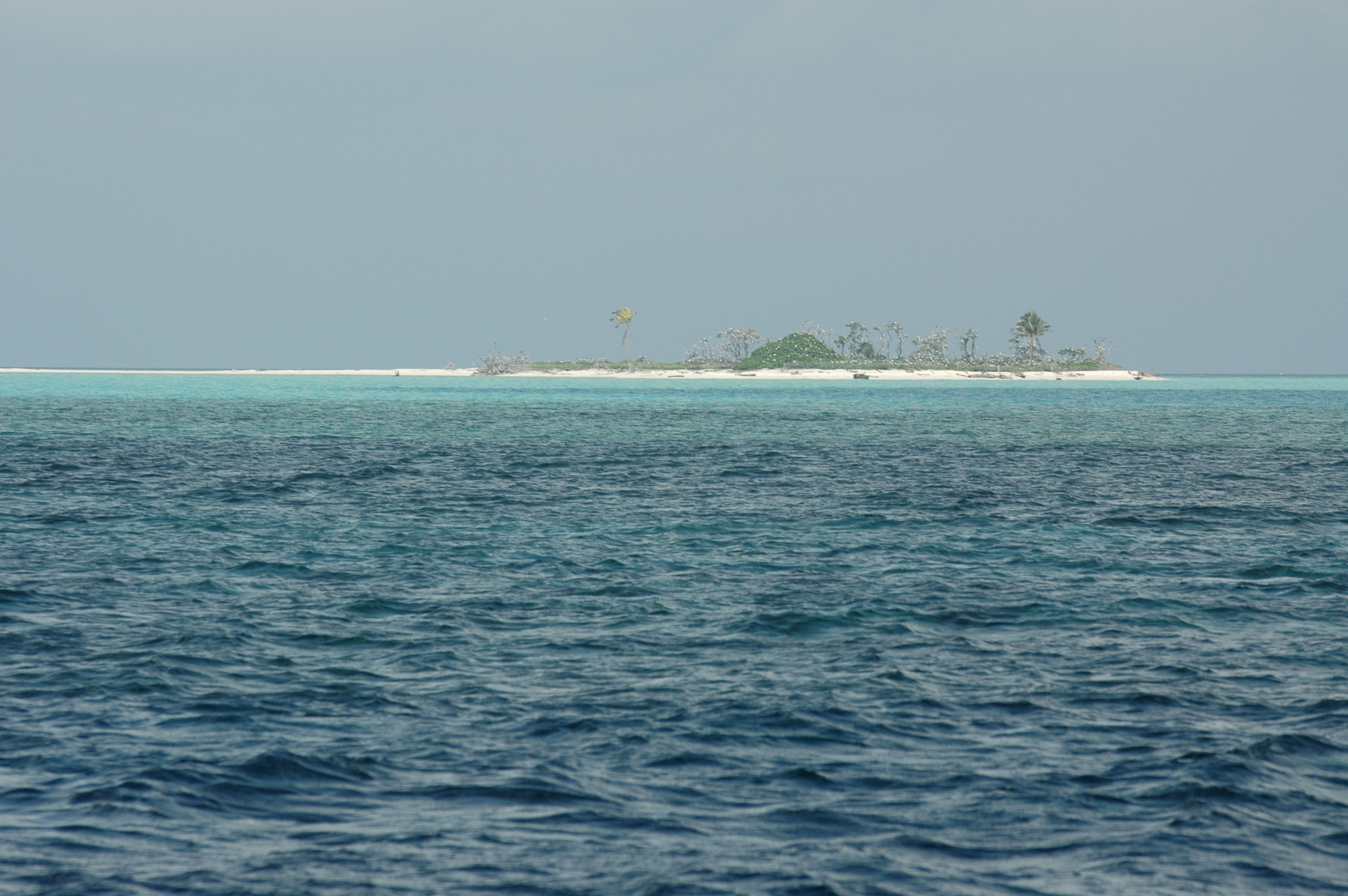
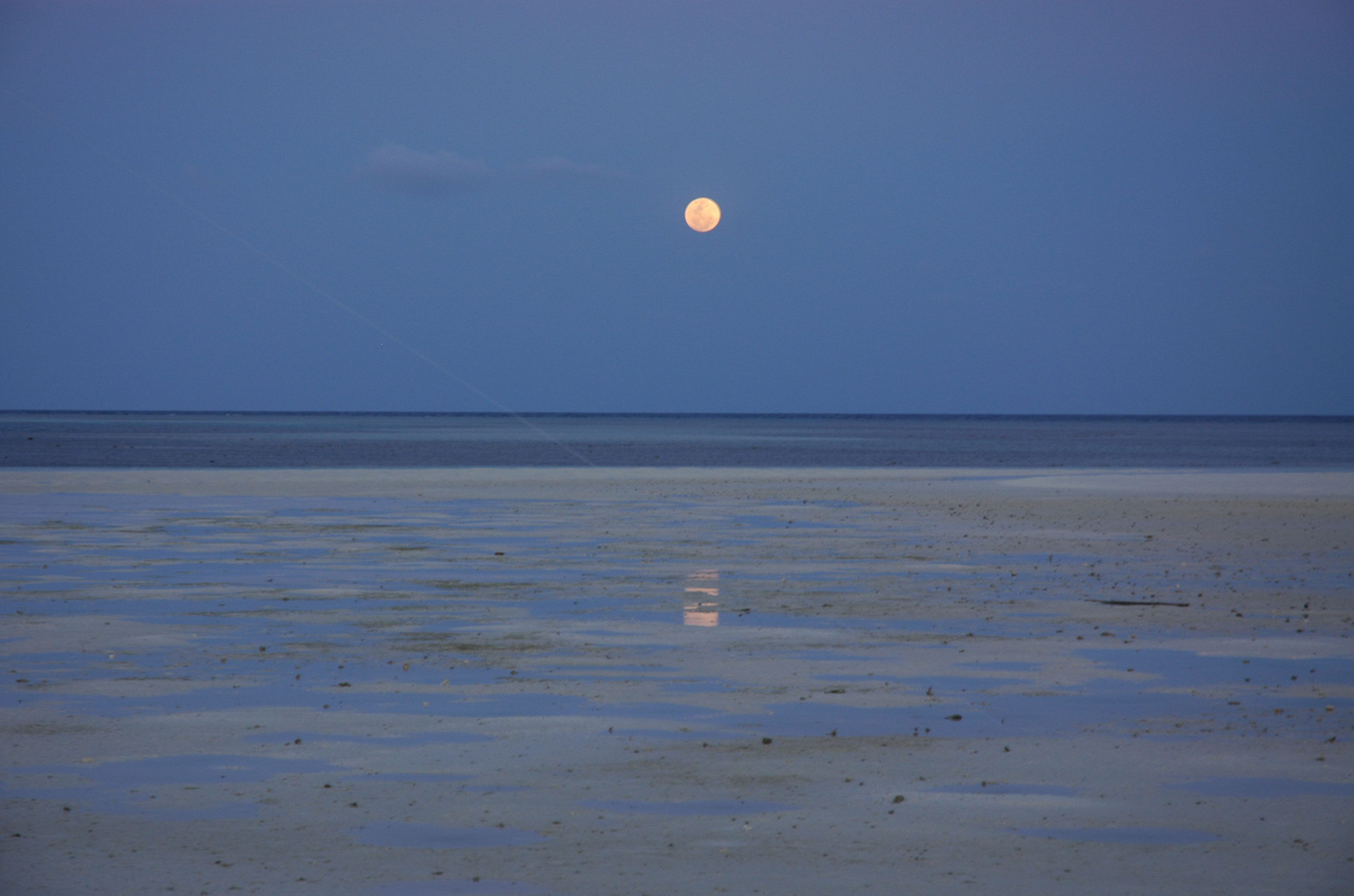
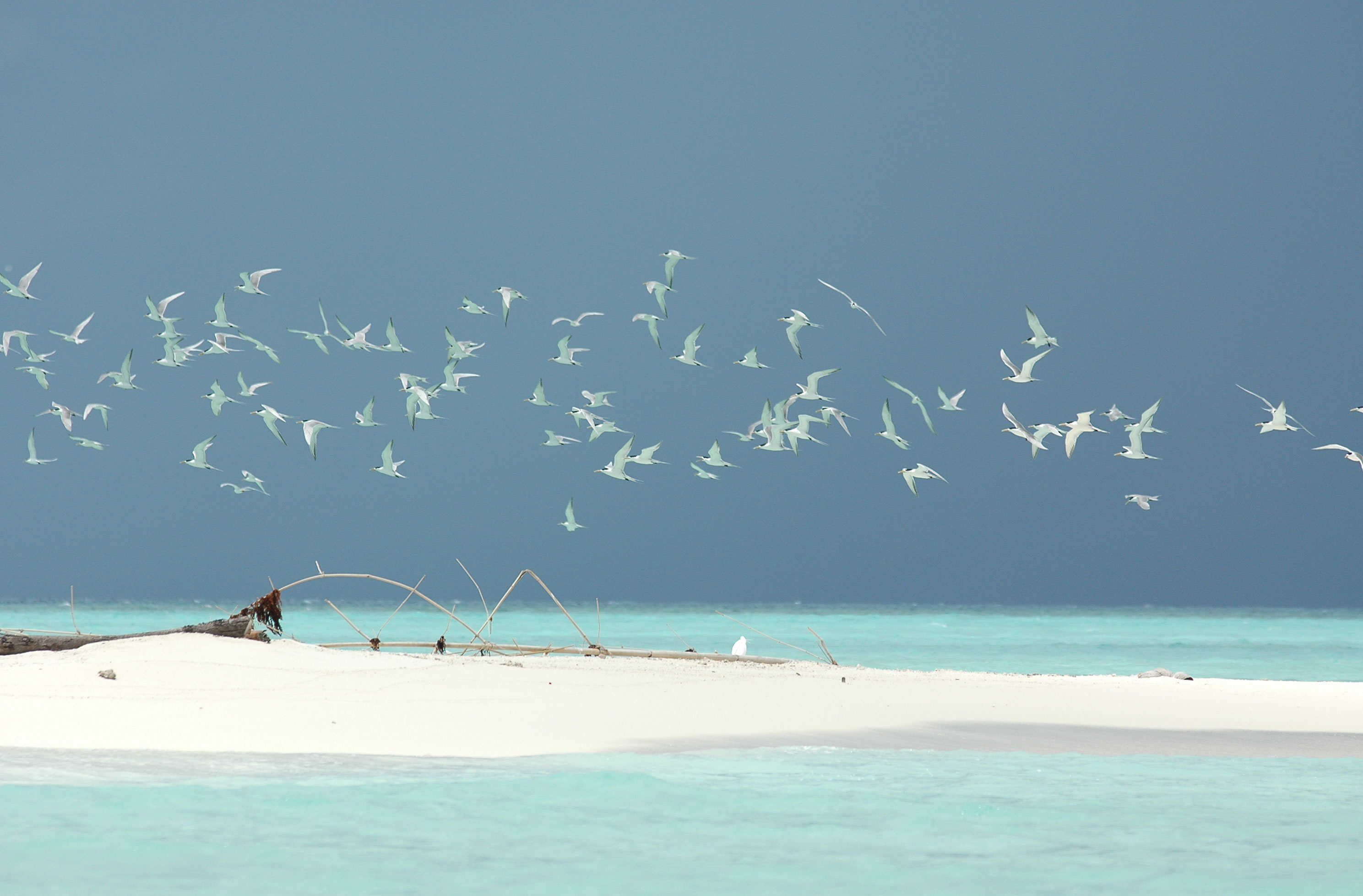
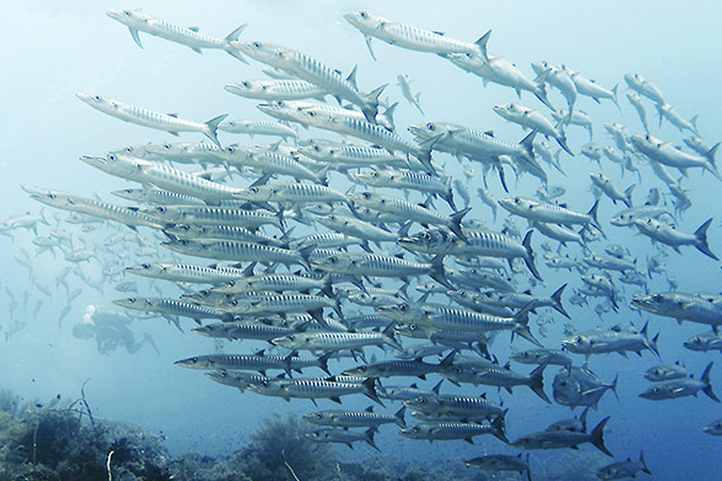
Banc de baracude în Tubbataha

## Turism
Tubbataha este considerat unul dintre cele mai bune locuri de scufundări din lume, conform CNN Travel. Călătorii spre Parcul Național Tubbataha pornind din Puerto Princesa sunt disponibile în timpul sezonului de scufundări, de la mijlocul lunii martie până la mijlocul lunii iunie, perioadă în care valurile sunt mai calme, cerul este senin și vizibilitatea în apă este de aproximativ 30–45 de metri. Parcul se află la aproximativ zece ore cu barca de oraș. Toate călătoriile necesită cazarea pe nave, deoarece nu există alte facilități de cazare. Vizitatorii stau pe yacht/barcă pe toată durata șederii în parc. Pentru sezonul de scufundări, navele dedicate sunt rezervate de obicei cu ani în avans, mai ales în perioada Paștelui și cea a sărbătorilor asiatice numite „Săptămâna de Aur”.
Din martie 2011, taxa de intrare în parc pentru persoane este de 75 USD sau 3.000 PHP. În septembrie 2010, guvernatorul Palawan, Abraham Kahlil Mitra, a anunțat că localnicii din provincia Palawan pot intra în reciful Tubbataha fără a plăti taxa de conservare. Se recomandă ca scafandrii să-și rezerve călătoriile spre mijlocul sau sfârșitul lunii aprilie, deoarece marea este calmă pentru o perioadă foarte scurtă.
Deși oamenii nu au voie să călătorească până la barele de nisip din jurul Tubbataha, turiștilor li se permite să viziteze Ranger Station, de unde pot achiziționa suveniruri.
Parcul este reprezentat pe reversul bancnotei filipineze de o mie de peso din seria 2010.

## Incidente navale

### Rainbow Warrior
Pe 31 octombrie 2005, nava Greenpeace Rainbow Warrior a eșuat pe Reciful Tubbataha, stricând aproximativ 100 de metri pătrați de recif, fapt pentru care au plătit o amendă de aproximativ 7.000 USD. Greenpeace a dat vina pe hărțile inexacte furnizate de guvernul filipinez. BBC l-a citat pe oficialul Greenpeace, Red Constantino, spunând că „Harta indica faptul că eram la o milă și jumătate” de reciful de corali când nava a eșuat. Chiar și așa, Greenpeace a plătit amenda.

### USS Guardian
Pe 17 ianuarie 2013, USS Guardian, o dragă de mine a Marinei SUA, a eșuat pe Reciful Tubbataha. Guvernul SUA a dat vina inițial pe hărțile incorecte. Între 2011 și ianuarie 2013, înainte eșuarea USS Guardian, au fost unsprezece incidente care au implicat nave, inclusiv două nave din Filipine. Marina americană a ajuns la concluzia că remorcarea navei de pe recif ar provoca mai multe pagube și a decis să o demonteze. Pe 30 martie, ultima secțiune a navei a fost scoasă din recif. Nu a fost găsită nicio dovadă a scurgerii de combustibil din vasul eșuat.
Pe 8 aprilie 2013, Marina SUA a predat hărțile de navigație digitală și alte documente și date relevante ale USS Guardian echipei de investigație din Filipine (MCIT) și a răspuns la diverse întrebări tehnice și de fond. MCIT a desfășurat propria sa investigație independentă și a făcut recomandări cu privire la posibilitățile de a evita astfel de incidente în viitor.
Guvernul SUA și-a cerut scuze pentru incident și a eliberat din funcție cinci ofițeri. Ancheta inițială a indicat clar că acești ofițeri nu au respectat procedurile standard de navigație ale Marinei SUA.
World Wide Fund for Nature din Filipine și Biroul de Management Tubbataha au estimat că suprafața afectată a fost de 2.345,67 metri pătrați. Guvernul federal al SUA a fost amendat cu 24.000 de pesos filipinezi (aproximativ 600 USD) pe metru pătrat. Pe 20 ianuarie 2015, guvernul Statelor Unite a plătit guvernului din Filipine un total de 87 milioane pesos filipinezi, echivalentul a 1,97 milioane USD, din care 59 milioane pesos pentru daune și alte 29 milioane pesos pentru rambursarea serviciilor oferite de Paza de Coastă din Filipine. 

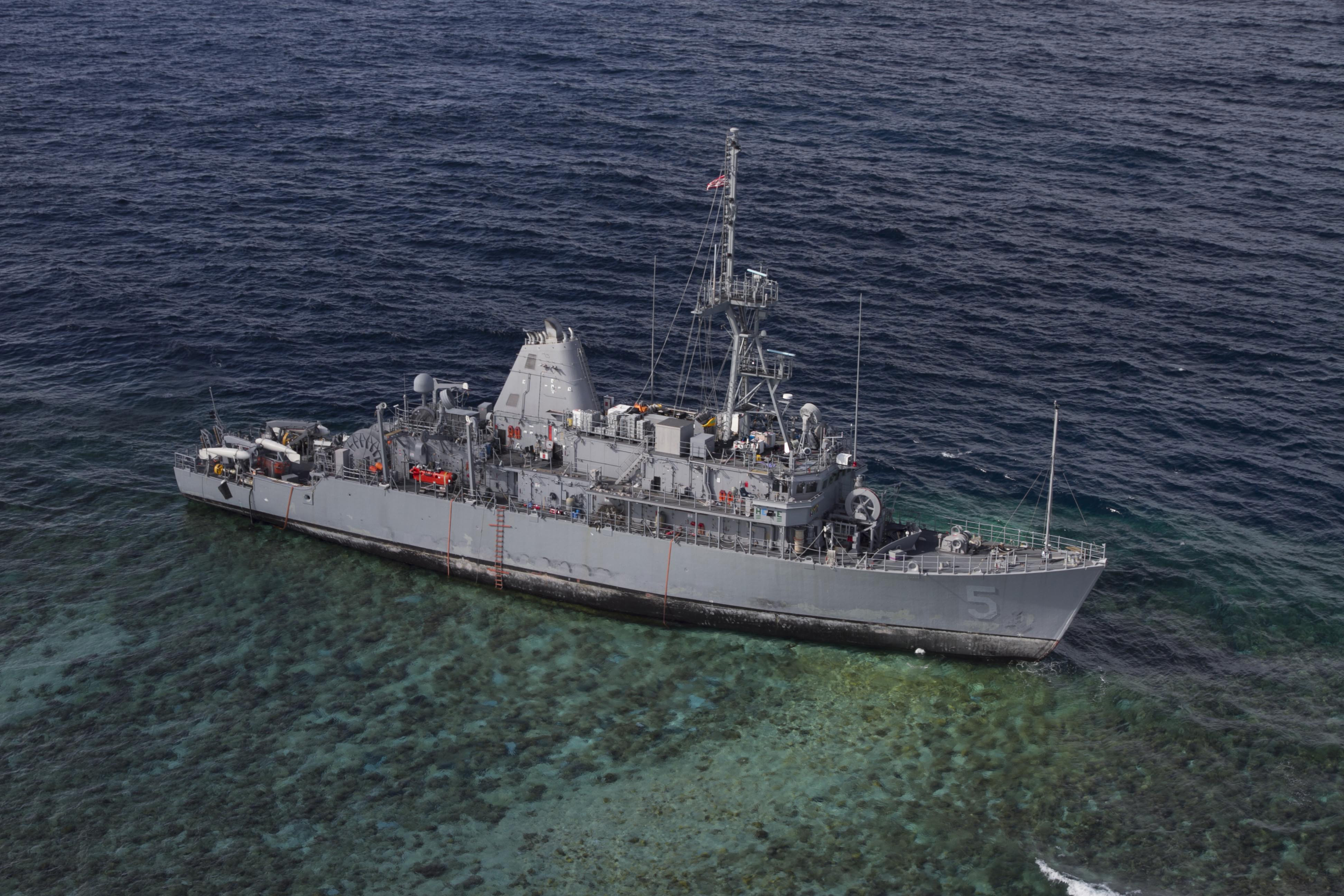
USS Guardian a eșuat în ianuarie 2013
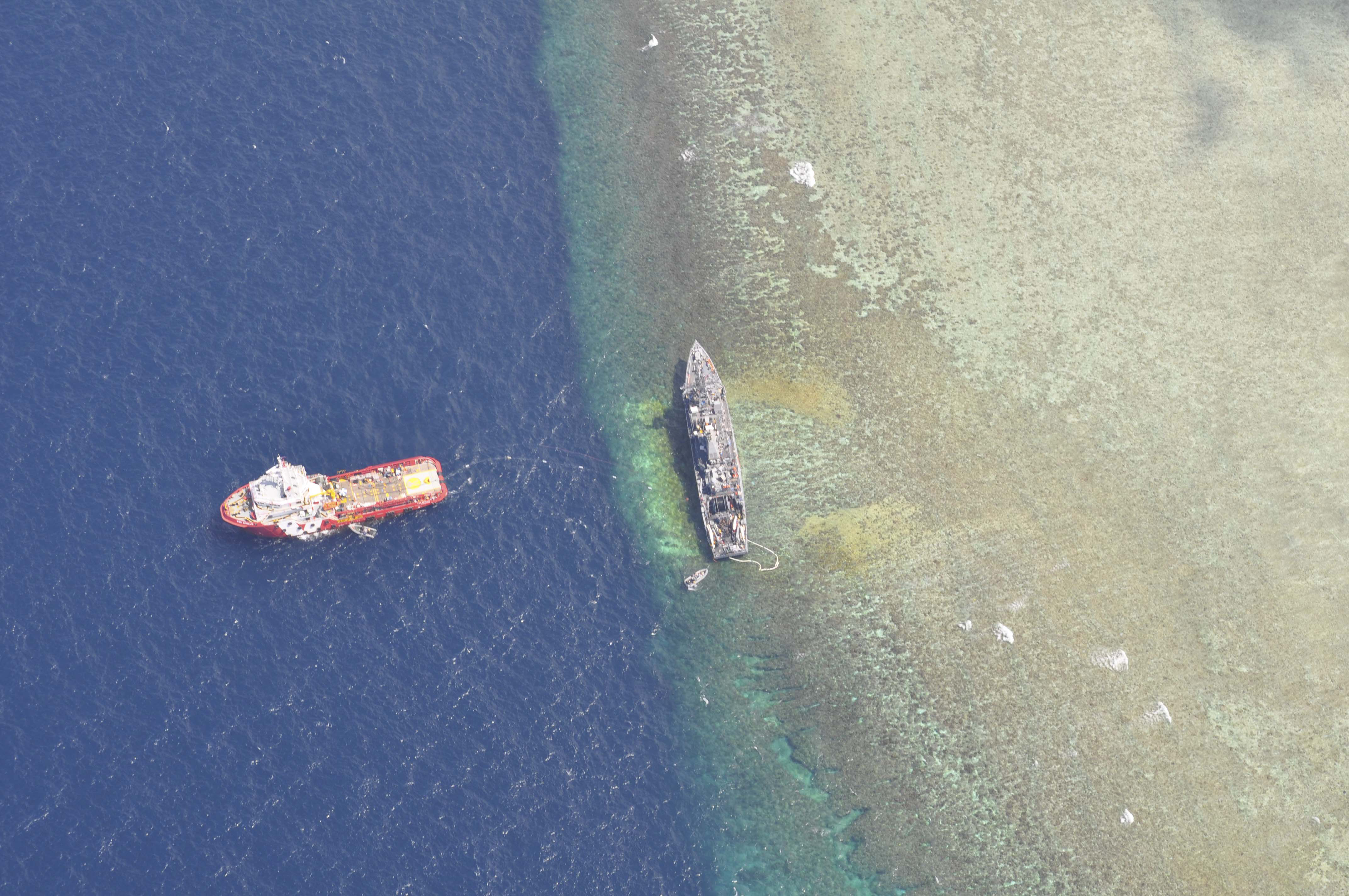
USS Guardian văzută de sus.
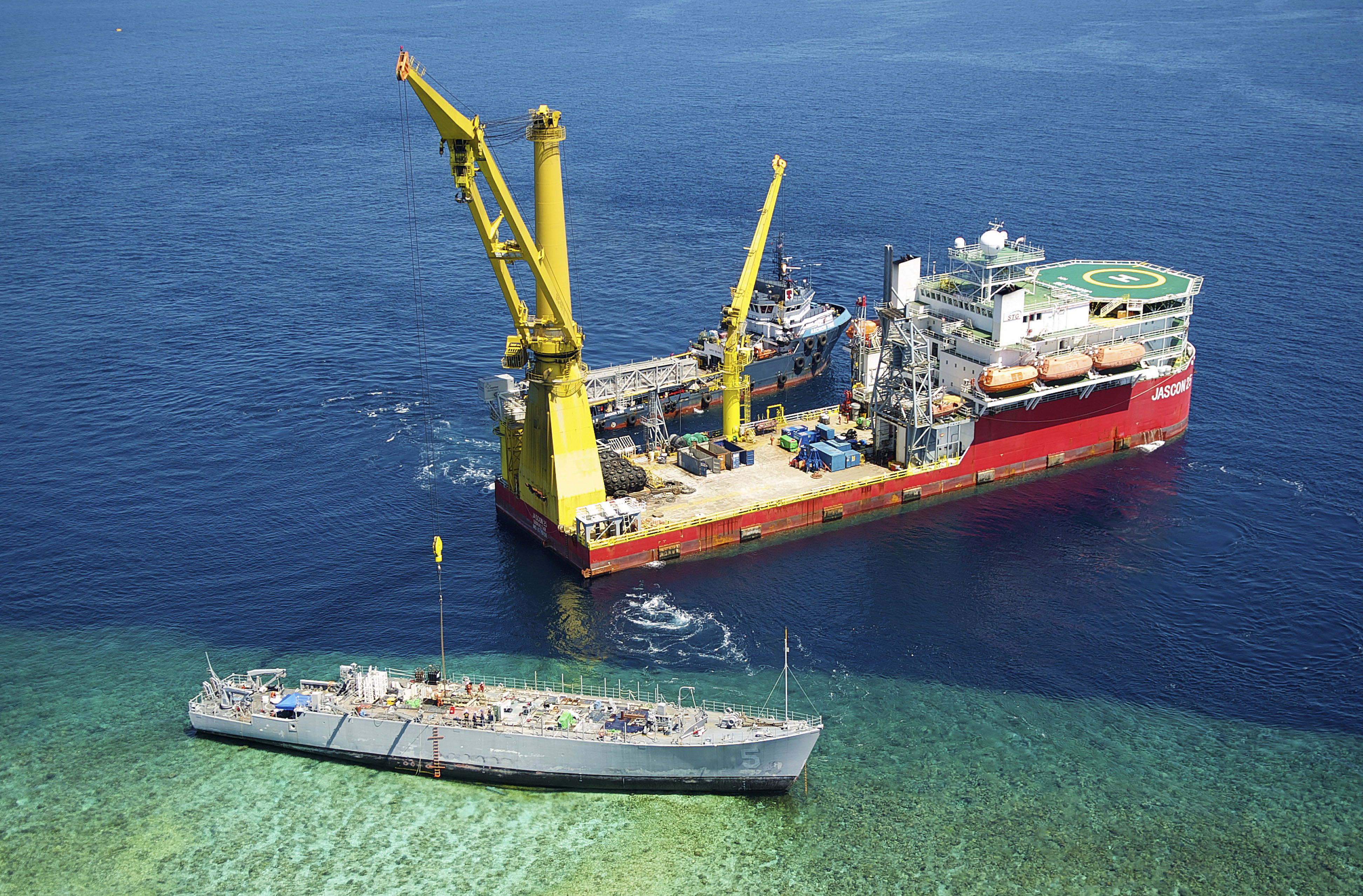
Nava în timpul recuperării de către Jascon25, pe 12 martie 2013.

### F/V Min Long Yu
Pe 8 aprilie 2013, F/V Min Long Yu, o navă de pescuit chineză, a eșuat la 2 kilometri est de stația de pază a recifului Tubbataha. Nava de pescuit avea 12 membri ai echipajului și era suspectată de pescuit ilegal. Ceea ce s-a găsit în schimb la bord au fost 400 de cutii cu pangolini congelați, proveniți din surse necunoscute la momentul arestării.